# Prototypa
Prototypa là một chi bướm đêm thuộc họ Geometridae.